# ويلهلم هينينج
ويلهلم هينينج (بالألمانية: Wilhelm Henning)‏ هو سياسي ألماني، ولد في 26 يوليو 1879 في ألمانيا، وتوفي في 2000. حزبياً، نشط في الحزب النازي وحزب الشعب الوطني الألماني وGerman Völkisch Freedom Party ‏ والحركة الوطنية الإشتراكية للحرية. انتخب عضو مجلس النواب الألماني للجمهورية فايمار.